# República Bósnia Muçulmana
República Bósnia Muçulmana, ou seja, a integração dos territórios habitados pelos bosníacos em um Estado-nação bosníaco, foi proposta durante a Guerra da Bósnia, quando planos para a partição da Bósnia e Herzegovina foram feitos. Iria ser estabelecido como um dos três estados étnicos em uma confederação fraca,  ou como um "Estado muçulmano" independente na área controlada pelo Exército Bósnio, como proposto pelos islamitas.  Assim, os territórios habitados pelos bosníacos ou a área controlada pelo Exército Bósnio (República da Bósnia e Herzegovina) se tornaria um Estado bosníaco, como a Republika Srpska era para os sérvios bósnios e a Herzeg-Bósnia para os bósnios croatas. O falhado acordo sérvio-croata de Graz permitiria um pequeno Estado-tampão bosníaco, pejorativamente chamado de "Pashaluk de Alija" em um mapa exibido durante as discussões.  O Plano de Owen-Stoltenberg (Julho de 1993) daria aos bosníacos 30% do território, incluindo cerca de 65% da população bosníaca (de acordo com o censo de 1991).  Em fevereiro de 1994, o Partido de Ação Democrática (SDA) propôs um Estado bosníaco no qual os sérvios e os croatas seriam minorias nacionais.  O Acordo de Dayton (novembro-dezembro de 1995) pôs fim à guerra e criou a República Federal da Bósnia e Herzegovina, formada por duas entidades, a Federação da Bósnia e Herzegovina habitada pelos bosníacos e croatas, e a Republika Srpska habitada pelos sérvios. Conforme observado pelo especialista em relações internacionais Niels van Willigen: "Considerando que os croatas bósnios e sérvios bósnios poderiam identificar-se com a Croácia ou com a Sérvia, respectivamente, a ausência de um Estado bosníaco fez os bosníacos firmemente comprometidos na Bósnia como uma única entidade política." 
Textos de propaganda apareceram em 1996, depois da guerra, apelando para um Estado bosníaco. Os bosníacos secularistas têm advertido que uma partição do Estado levaria o seu povo ao fundamentalismo islâmico. Tem havido propostas de secessão da Republika Srpska, bem como a sua abolição.

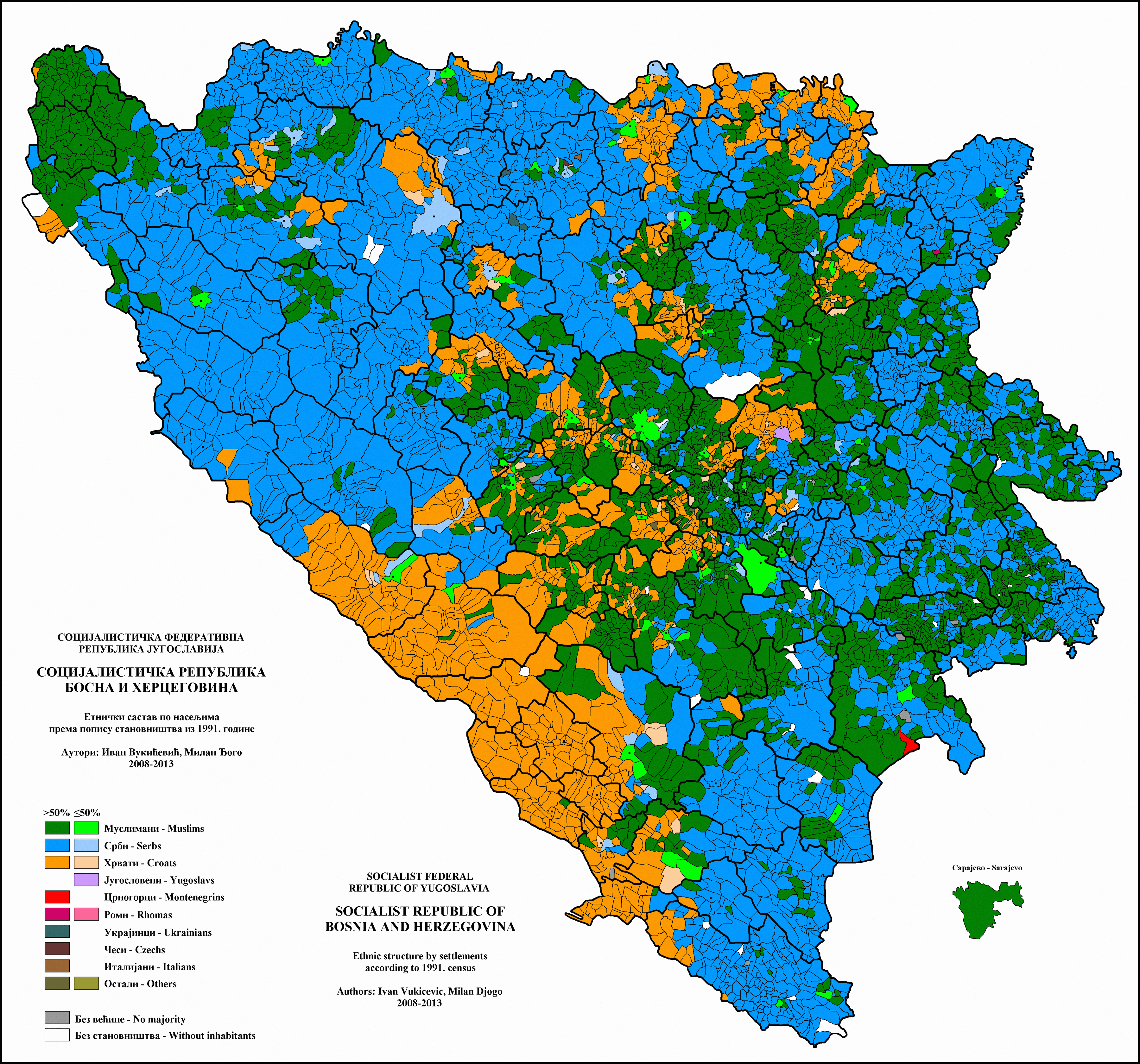
Composição étnica em 1991
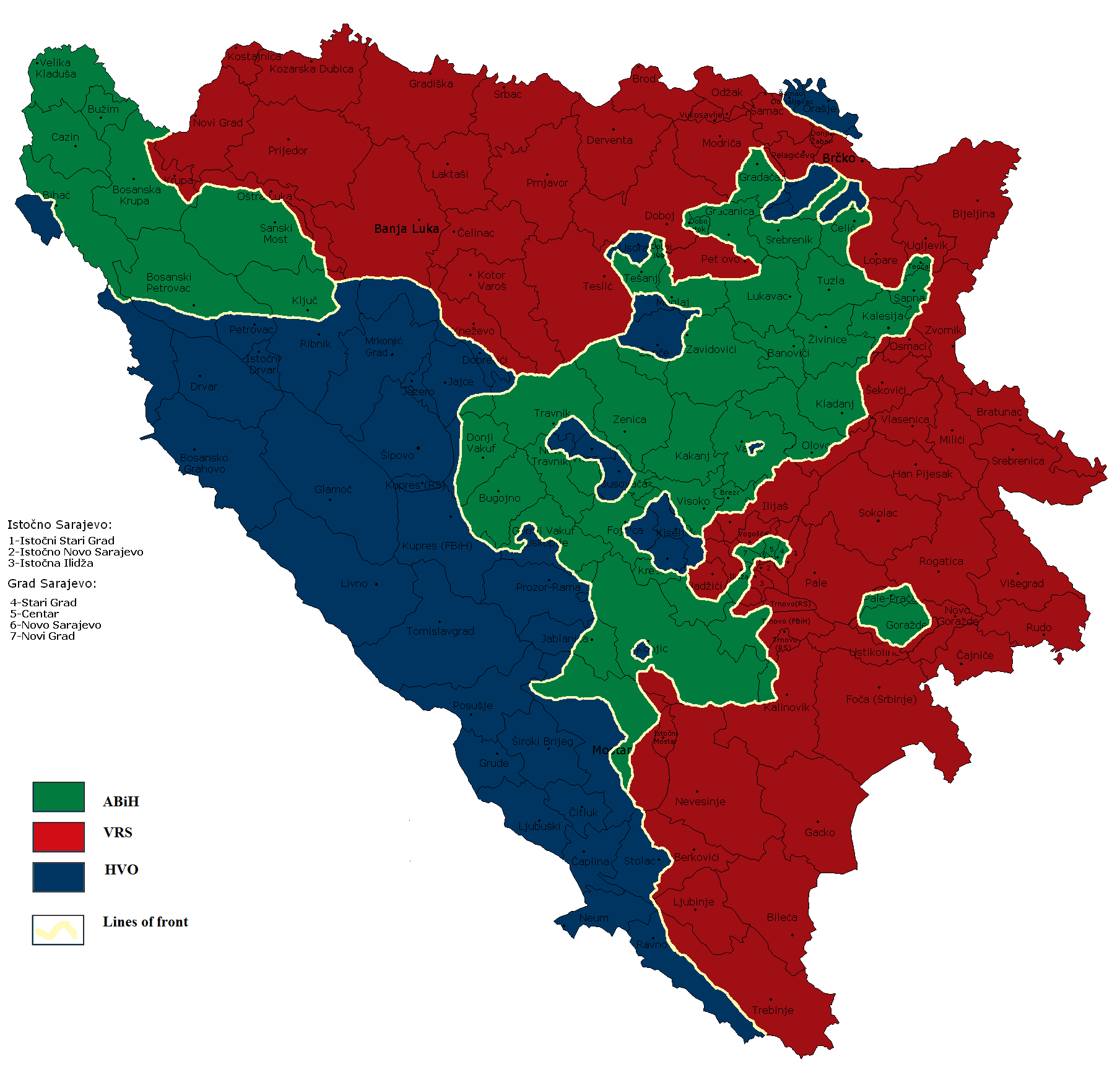
Controle militar antes de Dayton (1995)
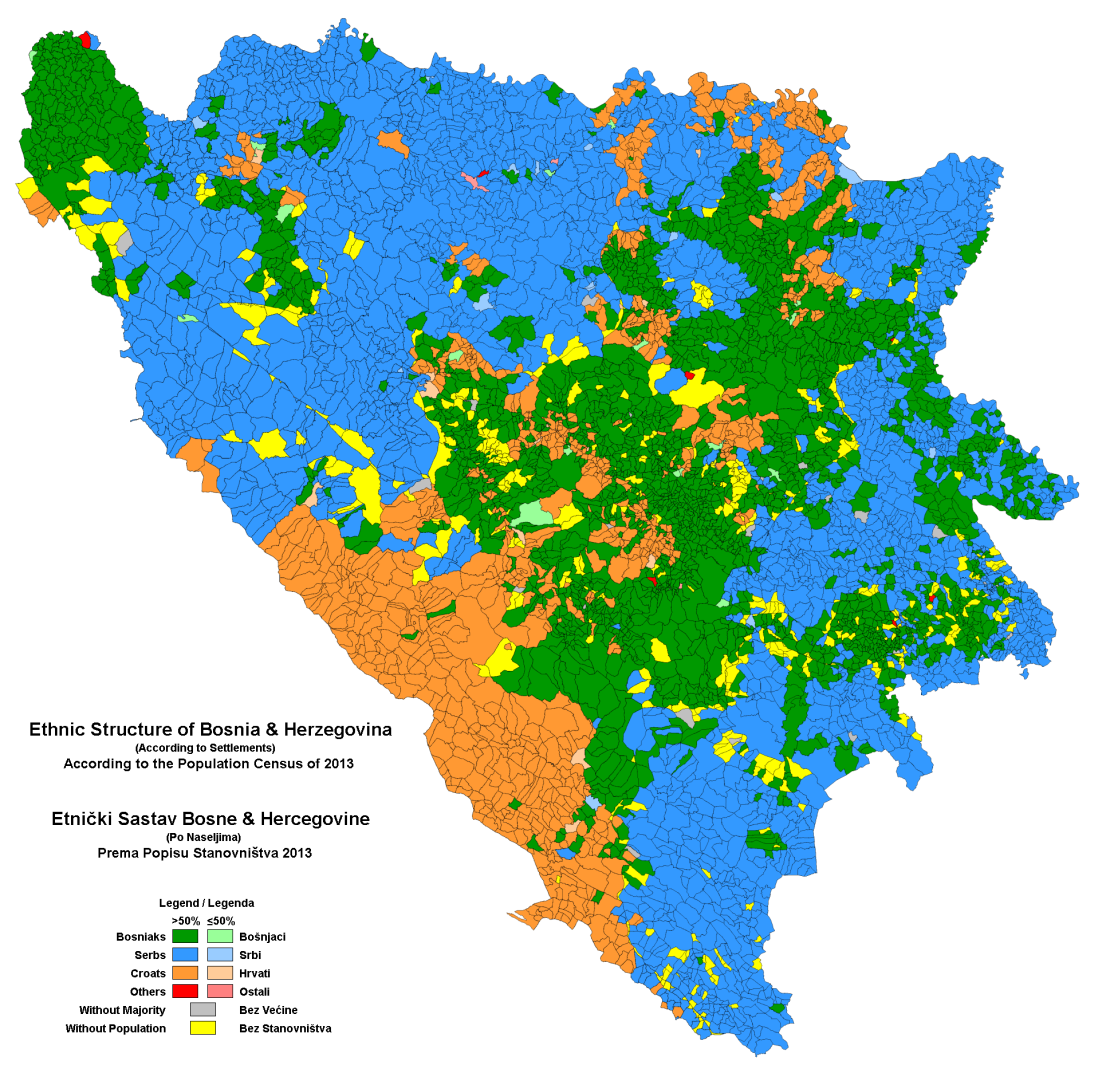
Composição étnica em 2013

## Outras leituras
- Ajanović, M. (1995). [Manifesto of a Bosniak republic]. Tuzla: [s.n.]

- Este artigo foi inicialmente traduzido, total ou parcialmente, do artigo da Wikipédia em inglês cujo título é «Bosnian Muslim Republic».